# NK Interblock Ljubljana
Az NK Interblock Ljubljana szlovén labdarúgóklub, melynek székhelye Ljubljanában található. Hazai mérkőzéseit a ŽŠD Stadionban játssza. A csapat jelenlegi tulajdonosa a dúsgazdag üzletember, Jože Pečečnik, ezért a leggazdagabb labdarúgó-egyesület Szlovéniában.

## Története
1975-ben alapították NK Factor néven. Többnyire az alsóbb bajnoki osztályokban szerepelt. Az 1998–1999-es szezonban kiesett a másodosztályból. 1999 és 2004 között a harmadik vonalban szerepelt. A 2003–2004-es idényben a kupában való nyolcaddöntőbe jutástól eltekintve nem mutatott fel jelentős eredményeket ezen időszak alatt, ám újkori történelmében ez volt az első jelentős siker.
A 2003–2004-es szezonban öt év után ismét sikerült kiharcolnia a másodosztályba való feljutást. Első idényében a kilencedik helyen végzett a tizenkét csapatos pontvadászatban, majd a 2005–2006-os bajnokságban a másodosztály aranyérmeseként kivívta az élvonalba kerülést.
A 2006–2007-es szezon előtt névváltoztatáson esett át a klub, az élvonalban már NK Interblock Ljubljana néven kezdte meg a szereplését. A nagy változásoknak ezzel még nem volt vége, ugyanis az addigi hagyományos világoskék mezt felváltotta a vörös változat, valamint új címert kapott a csapat.
A 2006–2007-es idényben első élvonalbeli évadjában osztályozót kellett játszania a bennmaradásért, melyet végül sikerrel abszolvált. A 2007–2008-as szezonban a tabella ötödik helyén végzett, ami eddigi története legjobb bajnoki eredménye. Az idény egy másik nagy eredményt is hozott a klub számára, ugyanis a szlovén kupa győzteseként indulási jogot szerzett az UEFA-kupában. A 2008–2009-es bajnoki évet a szlovén szuperkupa megnyerésével indította és a szlovén kupa címvédésével zárta. A bajnokságban a hatodik helyen végzett, ám az újabb kupagyőzelemnek köszönhetően az UEFA-kupa utódjának számító Európa-ligában indulhat.

## Korábbi csapatnevek
- NK Factor (1975–2006)
- NK Interblock Ljubljana (2006 óta)

## Sikerek
2. SNL (szlovén másodosztály)
- Aranyérmes: 1 alkalommal (2006)

Pokal NZS (szlovén kupa)
- Győztes: 2 alkalommal (2008, 2009)

Superpokal Slovenije (szlovén  szuperkupa)
- Győztes: 1 alkalommal (2008)

## Eredmények szezononként
| Szezon  | Oszt. | Hely. | M  | Gy | D  | V  | Lg | Kg | Gk  | P  | Kupa                     |
| ------- | ----- | ----- | -- | -- | -- | -- | -- | -- | --- | -- | ------------------------ |
| 2008–09 | 1     | 6     | 36 | 13 | 8  | 15 | 52 | 51 | +1  | 47 | győztes                  |
| 2007–08 | 1     | 5     | 36 | 14 | 8  | 14 | 49 | 42 | +7  | 50 | győztes                  |
| 2006–07 | 1     | 9     | 36 | 5  | 11 | 20 | 34 | 68 | –34 | 26 | nyolcaddöntős            |
| 2005–06 | 2     | 1     | 27 | 15 | 5  | 7  | 37 | 27 | +10 | 50 | —                        |
| 2004–05 | 2     | 9     | 33 | 12 | 2  | 19 | 49 | 58 | –9  | 38 | nyolcaddöntős            |
| 1999–04 | 3     |       |    |    |    |    |    |    |     |    | 2003–2004: nyolcaddöntős |
| 1998–99 | 2     | 14    | 30 | 6  | 11 | 13 | 30 | 44 | –14 | 29 | —                        |

2009. május 23. szerint.

Oszt. = Bajnoki osztály; Hely. =  Bajnoki helyezés; M = Lejátszott mérkőzések; Gy = Győzelmek; D = Döntetlenek; V = Vereségek; Lg = Lőtt gólok; Kg = Kapott gólok; Gk = Gólkülönbség; P = Pontok; Kupa = Pokal NZS.
|  | bajnok/kupagyőztes |
|  | feljutott          |
|  | osztályozó         |
|  | kiesett            |

## Nemzetközi kupaszereplés

### UEFA-kupa
A 2008-as szlovén kupagyőzelmének köszönhetően történetes során először indulhatott az európai kupaküzdelmekben. A 2008–2009-es UEFA-kupában rögtön az első selejtezőkörben bekapcsolódott a sorozatban, ahol a montenegrói FK Zeta csapatát kapta ellenfélül. Az idegenbeli 1–1-es döntetlent követően hazai pályán 1–0-s győzelmet aratott, így 2–1-es összesítéssel kiharcolta a továbbjutást. A selejtező második fordulójában a német Hertha BSC ellen kellett pályára lépni. Otthon és idegenben is egyaránt vereséget szenvedett, így a németek elleni párharc során kettős vereséggel, 3–0-s összesítéssel maradt alul.

### Európa-liga
Az újabb nemzetközi kupaszereplésre nem kellett sokat várni. A hazai kupában történt címvédését követően ismételten indulási jogot szerzett a második számú európai kupasorozatban, amely a 2009–2010-es kiírástól kezdődően már az Európa-liga nevet viseli. A küzdelmekbe a harmadik selejtezőkörben kapcsolódott be, ellenfele az ukrán Metalurh Doneck volt. A Metalurh kettős győzelemmel, 5–0-s összesítéssel ejtette ki őket.

### Eredmények
| Szezon    | Esemény     | Forduló        | Ellenfél        | 1. mérk. | Visszav. | Össz. |
| --------- | ----------- | -------------- | --------------- | -------- | -------- | ----- |
| 2008–2009 | UEFA-kupa   | Sel., 1. ford. | FK Zeta         | 1–1      | 1–0      | 2–1   |
| 2008–2009 | UEFA-kupa   | Sel., 2. ford. | Hertha BSC      | 0–2      | 0–1      | 0–3   |
| 2009–2010 | Európa-liga | Sel., 3. ford. | Metalurh Doneck | 0–2      | 0–3      | 0–5   |

Összesítés
| Esemény     | M | Gy | D | V | Rg | Kg | Gk |
| ----------- | - | -- | - | - | -- | -- | -- |
| UEFA-kupa   | 4 | 1  | 1 | 2 | 2  | 4  | –2 |
| Európa-liga | 2 | 0  | 0 | 2 | 0  | 5  | –5 |
| Összesen    | 6 | 1  | 1 | 4 | 2  | 9  | –7 |

M = Lejátszott mérkőzések; Gy = Győzelmek; D = Döntetlenek; V = Vereségek; Lg = Lőtt gólok; Kg = Kapott gólok; Gk = Gólkülönbség

## Jelentős játékosok
| - Eldin Adilović - Mehmedalija Čović - Ivan Jolić - Dario Zahora - Robert Berič - Marinko Galič - Josip Iličič | - Amer Jukan - Amir Karič - Igor Lazič - Darijan Matič - Zoran Pavlovič - Martin Pregelj - Ermin Rakovič | - Aleksander Rodić - Marko Simeunovič - Janez Strajnar - Janez Zavrl - Zoran Zeljkovič - Luka Žinko - Éric Akoto |

## Külső hivatkozások
- Hivatalos honlap (szlovénül)
- Az NK Interblock Ljubljana az UEFA.com-on (angolul)
- Az NK Interblock Ljubljana a footballdatabase.eu-n (angolul)
- Az NK Interblock Ljubljana a national-football-teams.com-on[halott link] (angolul)
- Az NK Interblock Ljubljana a transfermarkt.de-n (németül)
- Az NK Interblock Ljubljana a weltussball.de-n (németül)